# ناتاليا ليفينغستون
ناتاليا ليفينغستون (بالإنجليزية: Natalia Livingston)‏ هي ممثلة أمريكية، ولدت في 26 مارس 1976 في جونستاون في الولايات المتحدة.

## أعمال

### مسلسلات
- المستشفى العام

## وصلات خارجية
- ناتاليا ليفينغستون على موقع IMDb (الإنجليزية)
- ناتاليا ليفينغستون على موقع ألو سيني (الفرنسية)
- ناتاليا ليفينغستون على موقع أول موفي (الإنجليزية)
- ناتاليا ليفينغستون على موقع قاعدة بيانات الفيلم (الإنجليزية)
- ناتاليا ليفينغستون على موقع كينوبويسك (الروسية)